# Bryn Mawr Classical Review
Bryn Mawr Classical Review (BMCR) ist ein Rezensionsorgan, das Neuerscheinungen im Bereich der Altertumswissenschaften bespricht und seit 1999 ausschließlich im Internet erscheint. Es ist nach dem Bryn Mawr College in Pennsylvania benannt, wo es seit 1990 herausgegeben wird. Nach Postmodern Culture (PMC) ist das BMCR die zweitälteste geisteswissenschaftliche Zeitschrift im Internet. Sie wurde als Hybridpublikation gestartet; die Druckausgabe wurde mit Ende des Jahrgangs 1998 eingestellt.
Die Homepage des BMCR, der inzwischen zu den international wichtigsten Rezensionsorganen der Altertumskunde zählt, ist in englischer Sprache gehalten. Auch die Beiträge erscheinen hauptsächlich auf Englisch, jedoch wurden auch Deutsch, Italienisch, Französisch und Spanisch akzeptiert; ab Juni 2025 werden Beiträge nur noch auf Englisch veröffentlicht. Die Rezensionen sind auf der Homepage, als RSS-Web-Feed und per Mailingliste erhältlich. Sämtliche seit 1990 erschienenen Beiträge werden auf der Homepage archiviert und sind ohne Voranmeldung öffentlich einsehbar (Open Access). Erwiderungen auf die Rezensionen sind von der Redaktion des BMCR ausdrücklich erwünscht und können im BMCR-Blog veröffentlicht werden.
Gründungsherausgeber waren Richard Hamilton und James J. O’Donnell. Zeitweise war auch Rolando Ferri Senior editor. Aktuell (Stand 2025) sind Clifford Ando und Camilla McKay Senior editors. Sie werden von einer Reihe von Associate Editors (Mitherausgebern) unterstützt. Dazu gehören bzw. gehörten zum Beispiel Heinz-Günther Nesselrath für Gräzistik, Stephen J. Harrison für Latinistik, Robert D. Lamberton für Rezeption, Catherine Conybeare für Christentum und Luigi Battezzato für griechische Geschichte. Zu den bisherigen Herausgebern gehören bzw. gehörten etwa Ellen Bauerle, Joseph Farrell, Sander Goldberg, Brad Inwood, Jeffrey Rusten, David Sansone, David Sider, William J. Slater und John Yardley.